# Эвбея (ном)
Эвбе́я (греч. Εύβοια; др.-греч. Εὔβοια, Эввия) — ном в области Центральная Греция.
Состоит из острова Эвбея, острова Скирос и ряда более мелких островов, а также части материковой Греции. Административный центр — Халкис.